# Siglitzhof
 Siglitzhof ist ein Gemeindeteil der Gemeinde Kirchensittenbach im Landkreis Nürnberger Land (Mittelfranken, Bayern). Siglitzhof liegt in der Gemarkung Treuf.

## Geographie
Die Einöde liegt nahe dem Gebiet der Stadt Velden, besteht aus etwa vier landwirtschaftlichen Anwesen und ist von Feldern, Wäldern und Wiesen umgeben. Im Norden liegen der Kohlberg (492 m), der Lohberg (514 m) und die Kreisstraße LAU 11, im Osten Rupprechtstegen, im Süden Treuf und Siglitzberg und im Westen Kreppling und Steinensittenbach.

## Geschichte
Bei der Auflösung der Gemeinde Treuf am 1. Januar 1972 kam Siglitzhof zur Gemeinde Kirchensittenbach.